# Jacques Rit
Pour les articles homonymes, voir Rit.
Jacques Rit est un homme politique monégasque.

## Biographie
Né le 19 juillet 1949, Jacques Rit est orthopédiste.
Il est membre du Conseil national de 2003 à 2008 et depuis 2013.